# Traité sino-britannique d'abandon des droits extraterritoriaux en Chine

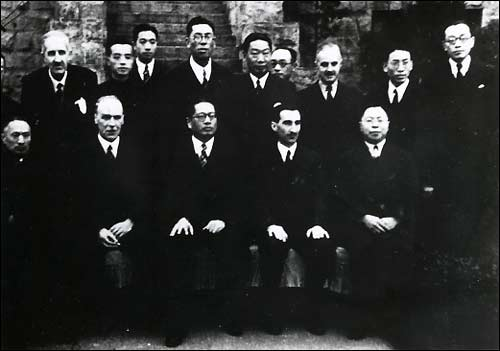
Les représentants ayant signé le traité. Première rangée à partir de la gauche : Wellington Koo, Horace James Seymour, Song Ziwen, Hugh Edward Richardson, et K. C. Wu.

Le traité sino-britannique d'abandon des droits extraterritoriaux en Chine (中英关于取消英国在华治外法权及处理有关特权条约, Sino-British Treaty for the Relinquishment of Extra-Territorial Rights in China), aussi appelé nouveau traité égal sino-britannique, est un accord bilatéral conclu entre les gouvernements britannique et chinois à Chungking (Chongqing) le 11 janvier 1943. Le nom officiel du traité est Traité entre Sa Majesté à l'égard du Royaume-Uni et de l'Inde et Son Excellence le Président du Gouvernement national de la République de Chine pour l'abandon des droits extraterritoriaux en Chine et la réglementation des questions connexes.
En vertu de ce traité, le gouvernement britannique renonce à tous les droits spéciaux dont il dispose en Chine. Cela est considéré comme une étape de conciliation envers le gouvernement chinois afin de renforcer sa coopération avec les puissances Alliées durant la Seconde Guerre mondiale. Les États-Unis et la Chine concluent un traité similaire le même jour.
Les ratifications sont échangées à Chungking le 20 mai 1943 et le traité entre en vigueur le même jour. Il est enregistré dans le recueil des traités (en) de la Ligue des Nations le 30 septembre 1944.

## Contexte

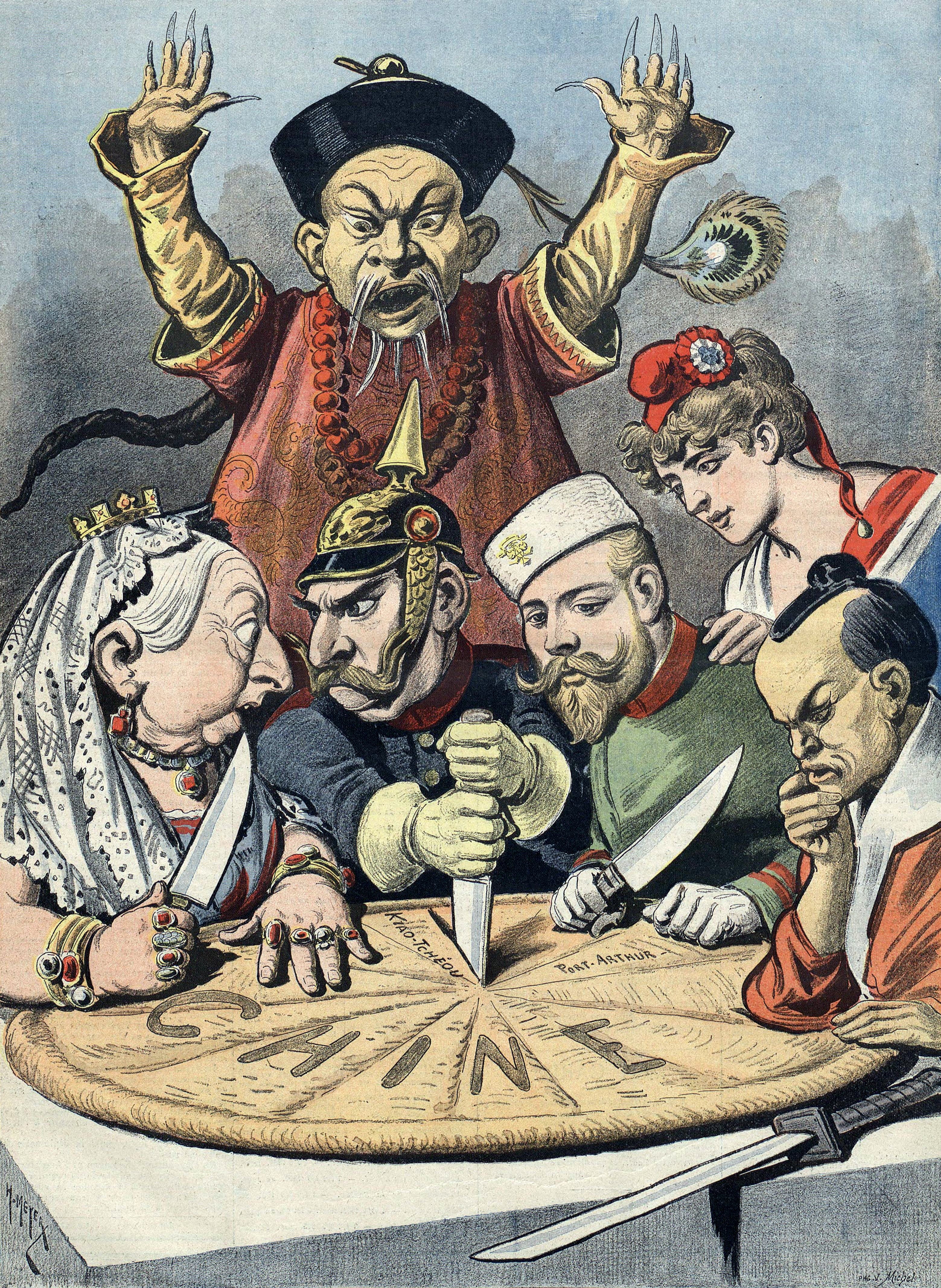
Caricature montrant le découpage de la Chine par les grandes puissances occidentales et le Japon.

Depuis le traité de Nankin, conclu en 1842, le gouvernement britannique jouit de droits extraterritoriaux en Chine, qui comprend principalement des droits commerciaux pour les entreprises britanniques et des droits extraterritoriaux pour les ressortissants britanniques en Chine. Les sujets britanniques ne peuvent être poursuivis que pour des crimes ou faire l'objet de poursuites civiles devant les tribunaux consulaires britanniques ou la Cour suprême britannique pour la Chine et le Japon.
La nécessité de modifier les conditions des droits extraterritoriaux en Chine est née de la situation désastreuse de la coopération militaire sino-britannico-américaine à la suite de l'invasion japonaise de la Chine en 1937 et plus tard pendant la Seconde Guerre mondiale. Le 18 juillet 1940, le Premier ministre britannique Winston Churchill déclare au Parlement l'intention de son gouvernement de renoncer aux droits extraterritoriaux en Chine une fois la paix conclue. La question est à nouveau soulevée après le déclenchement de la guerre dans le Pacifique en décembre 1941, et à ce stade, la position britannique est fortement influencée par la position américaine. Déjà en mars 1942, un accord avait été conclu entre les responsables du département d'État concernant la nécessité de modifier les accords existants avec le gouvernement chinois en faveur de ce dernier afin d'améliorer les relations. Le 25 avril 1942, le gouvernement britannique précise ses positions en la matière dans un mémorandum au gouvernement américain, dans lequel il accepte d'abolir en principe la juridiction extraterritoriale, mais suggère de reporter les négociations à cet effet à la fin de la guerre. Le 6 mai 1942, le gouvernement américain répond au mémorandum britannique qu'il n'est pas souhaitable d'abroger l'extraterritorialité en Chine pour le moment, mais qu'il envisage de le faire au cas où le gouvernement chinois serait sollicité à ce sujet. Le 27 août 1942, le secrétaire d'État américain Cordell Hull suggère qu'au cas où des négociations en faveur d'un renoncement de l'extraterritorialité commenceraient, les dispositions suivantes devraient être incluses dans le traité :
- Abrogation du protocole Boxer de 1901 et de la concession internationale de Shanghai.
- Réglement des problèmes juridiques résultant de la fermeture du quartier diplomatique de Pékin.
- De nouveaux arrangements juridiques doivent être conclus afin de permettre la rétention de certaines propriétés foncières étrangères en Chine dans le cadre de la nouvelle politique.
- Accorder des droits similaires aux ressortissants américains en Chine pour les ressortissants chinois aux États-Unis.
- Réciprocité dans la représentation consulaire pour les États-Unis et la Chine.
- Les négociations pour de nouveaux traités complets sur le commerce commenceront 6 mois après la fin de la guerre.
- Règlement de tous les différends sur les droits des Américains en Chine selon les normes du droit international.

Le gouvernement britannique n'est au début pas réceptif aux propositions de Hull, mais le gouvernement américain commence à faire pression sur Londres pour qu'il entame immédiatement des négociations avec Chongqing, craignant qu'attendre la fin de la guerre ne renforce les pressions publiques chinoises pour adopter des positions plus rigides vis-à-vis des gouvernements américains et britanniques. Le 3 octobre 1942, le gouvernement américain soumet au gouvernement britannique un projet de traité sino-américain basé sur la proposition de Hull du 27 août.
La première indication des aspirations chinoises à abolir l'extraterritorialité apparaît vers août 1942, lors d'une conversation entre Wang Beng-shen, conseiller de Tchang Kaï-chek pour les affaires japonaises, et un membre de l'ambassade britannique à Chongqing. Le conseiller chinois déclare que le gouvernement chinois souhaite abolir les droits extraterritoriaux à Shanghai et est disposé à accorder un statut spécial aux entreprises britanniques dans cette ville.
Sous la pression des États-Unis, le gouvernement britannique accepte début octobre 1942 d'entamer des négociations avec le gouvernement chinois concernant l'abrogation de l'extraterritorialité, et le 9 octobre, les gouvernements américain et britannique notifient officiellement au gouvernement chinois leur initiative à cet égard.
Les négociations aboutissent finalement à la conclusion de deux traités similaires en janvier 1943 entre la Chine et respectivement le Royaume-Uni et les États-Unis pour la renonciation aux droits extraterritoriaux en Chine.

## Termes du traité
Le libellé du traité est similaire à la proposition faite par Hull le 27 août 1942, car il reste bref afin de permettre un accord plus détaillé une fois la guerre terminée.
- L'article 1 stipule que le traité s'appliquera à tous les territoires de l'Empire britannique et de la République de Chine.
- L'article 2 abroge tous les accords internationaux accordant des droits extraterritoriaux en Chine à tous les ressortissants et sociétés britanniques.
- L'article 3 abroge expressément le protocole Boxer du 7 septembre 1901 et promet à l'avenir de rendre au gouvernement chinois le contrôle du quartier des légations de Pékin (cette disposition est surtout symbolique, puisque Pékin est à l'époque sous occupation japonaise).
- L'article 4 met fin à toute juridiction extraterritoriale britannique à Shanghai, Tianjin, Amoy et Canton (tout sous occupation japonaise à l'époque).
- L'article 5 autorise l'exploitation de sociétés britanniques en Chine, tant qu'elles obéissent à la loi chinoise.
- L'article 6 oblige les gouvernements britannique et chinois à la réciprocité dans leurs relations commerciales.
- L'article 7 réglemente le travail des agents diplomatiques dans chaque pays.
- L'article 8 prévoit que les négociations de nouveaux traités de commerce commenceront six mois après la conclusion de la guerre en cours.
- L'article 9 prévoit la ratification du traité.

## Hong Kong
Tchang Kaï-chek tente d'inscrire la question de Hong Kong à l'ordre du jour des deux parties, suggérant que la concession de Kowloon soit restituée à la République de Chine avec les autres concessions étrangères. Cela est farouchement rejeté par le Premier ministre britannique de l'époque, Winston Churchill. Le Royaume-Uni exige également que la République de Chine donne son accord écrit pour que la concession de Kowloon ne soit pas incluse dans les traités inégaux, en auquel cas elle refuserait de signer, de sorte que la République de Chine est forcée de retirer la concession de Kowloon de l'ordre du jour. Les deux parties signent le traité, la République de Chine écrivant une lettre officielle au Royaume-Uni et obtenant le droit de soulever la question de Hong Kong à une occasion ultérieure.